# Salem (Lauenburg)
Salem  ist eine Gemeinde im Kreis Herzogtum Lauenburg in Schleswig-Holstein. Sie liegt rund sieben Kilometer von der Kreisstadt Ratzeburg entfernt im Naturpark Lauenburgische Seen. Bresahn, Dargow, Fährkate, Forstort, Eichhorst und Hundebusch liegen im Gemeindegebiet.

## Geschichte
Die Geschichte des Ortes geht auf die Ritter von Salem zurück, die zu den herausragendsten Vasallen der 1154 entstandenen Grafschaft Ratzeburg gehörten. Im Auftrag ihrer Lehnsherren gründeten diese mehrere Dörfer, verzogen im 14. Jahrhundert aber nach Mecklenburg. Im Mittelalter befand sich hier am Westrand des heutigen Naturschutzgebietes Salemer Moor die Müggenburg mit dem Dorf Klein-Salem, das bereits im Ratzeburger Zehntregister von 1230 erwähnt wurde. Bis heute erhalten geblieben ist nur das an der Nordspitze des Salemer Sees gelegene Dorf Salem. Der Schaalsee entwässert seit 1923 durch den Phulsee, Pipersee und den Salemer See über den Schaalsee-Kanal in den zum Ratzeburger See gehörenden Küchensee. Dort wird bei Farchau seit 1925 eines der wenigen Wasserkraftwerke Schleswig-Holsteins betrieben. 1928 wurden die Forstgutsbezirke Forstort, Eichhorst und Hundebusch mit der Landgemeinde Salem vereinigt. 1938 erfolgte die Eingliederung der Gemeinde Dargow in die Gemeinde Salem. Von 1948 bis 2006 gehörte die Gemeinde Salem wieder (wie 1888/89 bis 1938) zum Amt Gudow, das 1971 mit dem Amt Sterley zum Amt Gudow-Sterley zusammengefasst wurde.

## Politik

### Gemeindevertretung
Bei der Kommunalwahl am 14. Mai 2023 wurden insgesamt neun Sitze vergeben. Von diesen erhielt die Bürgerpartei Salem – Wählergemeinschaft fünf Sitze und die Allgemeine Freie Wählergemeinschaft Salem und die Grünen jeweils zwei Sitze.

### Wappen
Blasonierung: „Von Gold und Blau im Wellenschnitt gesenkt geteilt. Oben ein wachsendes blaues Schwert, unten eine silberne Seerosenblüte zwischen zwei goldenen Seerosenblättern.“

## Sehenswürdigkeiten
In der Liste der Kulturdenkmale in Salem (Lauenburg) stehen die in der Denkmalliste des Landes Schleswig-Holstein eingetragenen Kulturdenkmale.

## Freizeit
Ab 1995 gab es den 1. FC Salem, in dem Fußball in einer Freizeitliga gespielt, aber nicht am regulären Spielbetrieb des zugehörigen Kreisfußballverbandes teilgenommen wurde. Der Fußballverein löste sich jedoch vor einigen Jahren auf. Die letzten auf der Vereinshomepage aufgeführten Spiele sind aus dem Jahr 2011.

## Söhne und Töchter der Stadt
- Carl Nauwerck (1810–1891), Publizist und Mitglied der Frankfurter Nationalversammlung (1848/49)

## Verkehr
Südlich von Salem führte bei Sterley die Bahnstrecke Hagenow Land–Bad Oldesloe entlang; nördlich verlief die Ratzeburger Kleinbahn.